# Ґарбас-Перший
Ґарбас-Перший (пол. Garbas Pierwszy) — село в Польщі, у гміні Філіпув Сувальського повіту Підляського воєводства.
Населення — 93 особи (2011).
У 1975-1998 роках село належало до Сувальського воєводства.

## Демографія
Демографічна структура станом на 31 березня 2011 року:
|          | Загалом | Допрацездатний вік | Працездатний вік | Постпрацездатний вік |
| -------- | ------- | ------------------ | ---------------- | -------------------- |
| Чоловіки | 49      | 8                  | 36               | 5                    |
| Жінки    | 44      | 10                 | 22               | 12                   |
| Разом    | 93      | 18                 | 58               | 17                   |